# Electrophaes perpulchra
Electrophaes perpulchra är en fjärilsart som beskrevs av Butler 1886. Electrophaes perpulchra ingår i släktet Electrophaes och familjen mätare. Inga underarter finns listade i Catalogue of Life.